# Racosperma disparrimum
Racosperma disparrimum là một loài thực vật có hoa trong họ Đậu. Loài này được (M.W. McDonald & Maslin) Pedley mô tả khoa học đầu tiên năm 2003.